# Sigurd Ladejarl
Sigurd Håkonsson Ladejarl, född cirka 890, död cirka 962 i Skatval, i nuvarande Nord-Trøndelag fylke i Norge, var en norsk jarl med säte i Lade. Sigurd var son till Håkon Grjotgardsson, modern är okänd. Sigurd gifte sig med Bergljot Tore. Tillsammans fick de sonen Håkon Sigurdsson.
Sigurd Håkonsson var en jarl med stor makt. Han var nära släkt med Harald Hårfager och Håkon den gode. Hans rivaler om makten var Erik Blodyx och dennes söner. 
Sigurd tillhörde de så kallade Hålöyg-ätten, som enligt traditionen härskade över Tröndelag och Hålogaland. Ladejarlarna hade från början etablerats av Harald Hårfager, men kom med tiden att utgöra en motvikt mot provinskungarna i södra Norge, vilka strävade efter att lägga hela Norge under sig, eller, om det visade sig svårt, åtminstone kontrollera handeln längs den nordnorska kusten och handeln på Jämtland. Handeln omfattade lyxmaterial bland annat pälsverk, valrossbetar och dun. 
Sigurd stödde kung Håkon den gode militärt efter dennes ankomst till Norge, bland annat i slaget om Rastarkalv mot Erikssönerna vid Frei. Sigurd motsatte sig dock kungens försök att kristna Norge. Snorre Sturlasson har beskrivit ladejarlen som en arrangör av storslagna blotfester på fädernesgården Lade. Sigurds stöd för Håkon grundade sig i en komplicerad familjefejd mellan Harald Hårfagres olika söner. Harald hade varit gift med Sigurds syster Åsa och fått bland annat sönerna Halvdan den Svarte d.y. och Sigröd. Halvdan den Svarte d.y. hade förgiftats av Gunhild Gormsdotters agenter, vilket drivit Sigröd till att göra gemensam sak med sin upproriske halvbror Olaf Geirstadalv. Både Sigröds och Olafs gemensamma styrkor krossades av Erik Blodyxs större och mer erfarna styrkor och halvbröderna dödades. Med två av sina syskonbarn döda hade Sigurd goda skäl att söka hämnd.  
Efter kung Håkons fall år 960 behöll jarlen makten över Tröndelag ett par år. Harald Gråfäll (son till Erik Blodyx och Gunhild), som var ny kung, ville undanröja jarlen. Tillsammans med jarlens yngre bror, överföll Harald antingen 962 eller 963 Sigurd på gården Aglo i nuvarande Stjördal. Där brändes Sigurd Håkonsson Ladejarl ihjäl. Fejden fortsatte med Sigurds son Håkon Sigurdsson.